# Canal 300
El 300 fou un canal mono-temàtic de Televisió de Catalunya que emetia sèries i pel·lícules de producció pròpia d'ara i d'abans. També s'emetien sèries i pel·lícules de producció externa adquirides i emeses per Televisió de Catalunya anteriorment. Aquest canal emetia únicament en tecnologia digital a través del múltiplex de Televisió de Catalunya.
Els últims mesos d'emissió compartia freqüència amb el canal infantil, Canal Super3, però quan es va posar en marxa el canal juvenil 3XL va deixar d'emetre, ja que aquest canal va passar a ocupar el seu lloc.

## Història
El canal 300 començà a emetre, en fase de proves, el dia 21 de novembre del 2005, substituint el Canal Pilot. L'inici de les emissions regulars i la seva inauguració van tenir lloc el 28 de novembre del 2005, quan el director de Televisió de Catalunya va prémer el botó que va fer que el 300 comencés a emetre de forma regular emetent Secrets de família des del primer capítol. Aquest fet es va seguir en directe a TV3 on també el director va presentar anteriorment el nou canal dins del programa Els matins.
Al cap d'un any es feia una valoració molt positiva del llegat del nou canal que havia aconseguit una quota del 0,2%, la meitat que el 3/24.
El diumenge 3 de desembre del 2006 el 300 va passar a compartir freqüència amb el K3 (que es desdoblava del 33 en la Televisió Digital Terrestre. Amb aquest canvi, el canal 300 reduïa el seu horari de 21:30 a 7:00. A partir del diumenge 18 d'octubre del 2009, degut a la substitució del K3 pel Canal Super3, l'emissió del Canal 300 va passar a ser de les 21h a les 6h, tot començant amb el 3xl.cat.
El 14 de maig de 2010, Televisió de Catalunya va anunciar que el setembre de 2010, el canal 300 desapareixeria, i que en la seva franja horària hi emetria el canal 3XL, de temàtica juvenil.
No obstant això, també es va anunciar que els actuals continguts del canal passarien a completar l'oferta del 33.

## Sèries emeses
Algunes sèries de Televisió de Catalunya que ha emès el 300 són:
- Secrets de família
- Plats bruts
- El cor de la ciutat
- Ventdelplà
- Majoria absoluta
- L'un per l'altre
- Tres estrelles
- Psico express
- Laura
- Jet Lag
- Estació d'enllaç
- Laberint d'Ombres
- Dinamita
- De professió: A.P.I.
- Tot un senyor
- Sóc com sóc
- Quan es fa fosc
- Crims
- Poblenou
- Carme i David. Cuina menjador i llit
- Quart segona

## Horaris d'emissió
Des del 28 de novembre del 2005 fins al 2 de desembre del 2006 va estar emetent les 24 hores en un bucle d'un conjunt de sèries. A partir del 3 de desembre del 2006 fins al 17 d'octubre del 2009 emetia des de dos quarts de deu del vespre fins a les set del matí, ja que va estar compartint freqüència digital amb el K3. Finalment, des del 18 d'octubre del 2009 emetia des de les nou del vespre fins a les sis del matí compartint freqüència amb el Canal Super3.

### Audiències
Audiències de seguiment per la TDT del Canal 300. A partir del mes de desembre del 2006 passa a emetre juntament amb el K3 i posteriorment amb el Super3. El setembre del 2010 el canal va desaparèixer.
| Any  | Gener | Febrer | Març | Abril | Maig | Juny | Juliol | Agost | Setembre | Octubre | Novembre | Desembre | Mitjana anual |
| ---- | ----- | ------ | ---- | ----- | ---- | ---- | ------ | ----- | -------- | ------- | -------- | -------- | ------------- |
| 2006 | -     | -      | -    | -     | 0%   | 0,1% | 0,1%   | 0,1%  | 0,1%     | 0,1%    | 0,1%     | 0%       | -             |
| 2007 | 0,1%  | 0,1%   | 0,1% | 0,1%  | 0,2% | 0,2% | 0,2%   | 0,3%  | 0,2%     | 0,1%    | 0,2%     | 0,2%     | -             |
| 2008 | 0,2%  | 0,2%   | 0,2% | 0,4%  | 0,3% | 0,4% | 0,4%   | 0,4%  | 0,5%     | 0,5%    | 0,5%     | 0,5%     | -             |
| 2009 | 0,4%  | 0,5%   | 0,6% | 0,5%  | 0,5% | 0,5% | 0,6%   | 0,6%  | 0,5%     | 0,4%    | 0,5%     | -        | -             |
| 2010 | -     | -      | 1,1% | 1,0%  | 1,1% | 1,3% | 1,7%   | 2,1%  | -        | -       | -        | -        | -             |